# Mártonhegyi erődtemplom
A mártonhegyi erődtemplom a 13. században emelt szász evangélikus templom a Szeben megyei Mártonhegyen. Román stílusban épült, azonban az átépítések során gótikus és barokk jegyeket is kapott. A 15–16. században erődítették, azonban a 19. században kerítőfalát és védőtornyait lebontották. A 21. század elején elhanyagolt állapotban van.

## Története
A háromhajós, nyugati részén toronnyal ellátott, Szent Mártonnak szentelt bazilika a 13. században épült. A 15. században a szentély félköríves apszisát háromoldalúvá építették át, majd 1500 körül a szentélytől délre sekrestyét létesítettek. A reformáció során a lakosok, és így a templom is katolikusból evangélikus lett. A legnagyobb változáson a 18. században ment keresztül, amikor az oldalhajókat megemelték és hozzáépítették a főhajóhoz. A torony déli részén 1795-ben előcsarnokot építettek.
Erődítését a 15. század végén kezdték; a templom védelmének részeként a szentély fölé védemeletet építettek, amely a támpillérek fölött köríves szegmensekre támaszkodott. 1520-ban Nagyszeben tíz forintot adományozott a templom megerősítésére, 1552-ben nyolc forintot, 1554-ben újabb tíz forintot kifejezetten a várfalak építésére, a következő évben pedig hat forintot ólom és puskapor vásárlására az templomerőd védelmére. A négyszög alaprajzú várfalat két védőtornyával együtt a 19. század második felében településrendezési célból lebontották.
1987-ben, ifjabb Lothar Schullerus lelkész mandátuma alatt konszolidációs munkálatokat végeztek a tornyon és a harangszéken. A harangok helytelen felakasztása, valamint a falazat és a fa fáradásának jelei miatt a torony vibrálni kezdett. Vasbeton gerendákra és a faszerkezet megszilárdítására volt szükség, hogy elejét vegyék leomlásának.

## Leírása
A templom legrégibb, 13. századi román stílusú részei a templomtorony, és a nyugati homlokzat és kapu. Figyelemre méltóak a félköríves diadalív román stílusú kereszttartó profiljai. A bazilika keresztmetszetét a 18. században az oldalhajók megemelésével és téglagalériák építésével megváltoztatták; a templomhajó három szakaszát ma egyetlen tető fedi át, amelynek bordás boltozata klasszicista oszlopfejes pilaszterekre támaszkodik. A szentély fiókboltozatos. Az északkeleti részen a szentély és a mellékhajók fölött valószínűleg egy torony állt, amelyre a földszinti keresztboltozat utal.
A hatemeletes nyugati torony folyami- és törmelékkőből épült, favázas védemelete fából készült konzolokon nyugszik, e fölé került a hegyes toronysisak. A második emeletén fennmaradt egy nyugati karzat, amely köríves árkádon keresztül nyílik a központi hajó felé. A torony déli részén 1795-ben előcsarnokot építettek.
A barokk oltár 1730-ból származik, az utolsó vacsorát ábrázoló központi képe Johann Martin Stock nagyszebeni festő munkája. Az oltátképet korinthoszi oszlopok szegélyezik, fölötte oromzat mindent látó szemmel és feszülettel. A keresztelőkút és a szószék klasszicista stílusjegyeket visel. A 16 regiszteres, kétmanuálos orgonát Samuel Mätz építette 1811-ben.